# Pfarrkirche Steinberg am Rofan

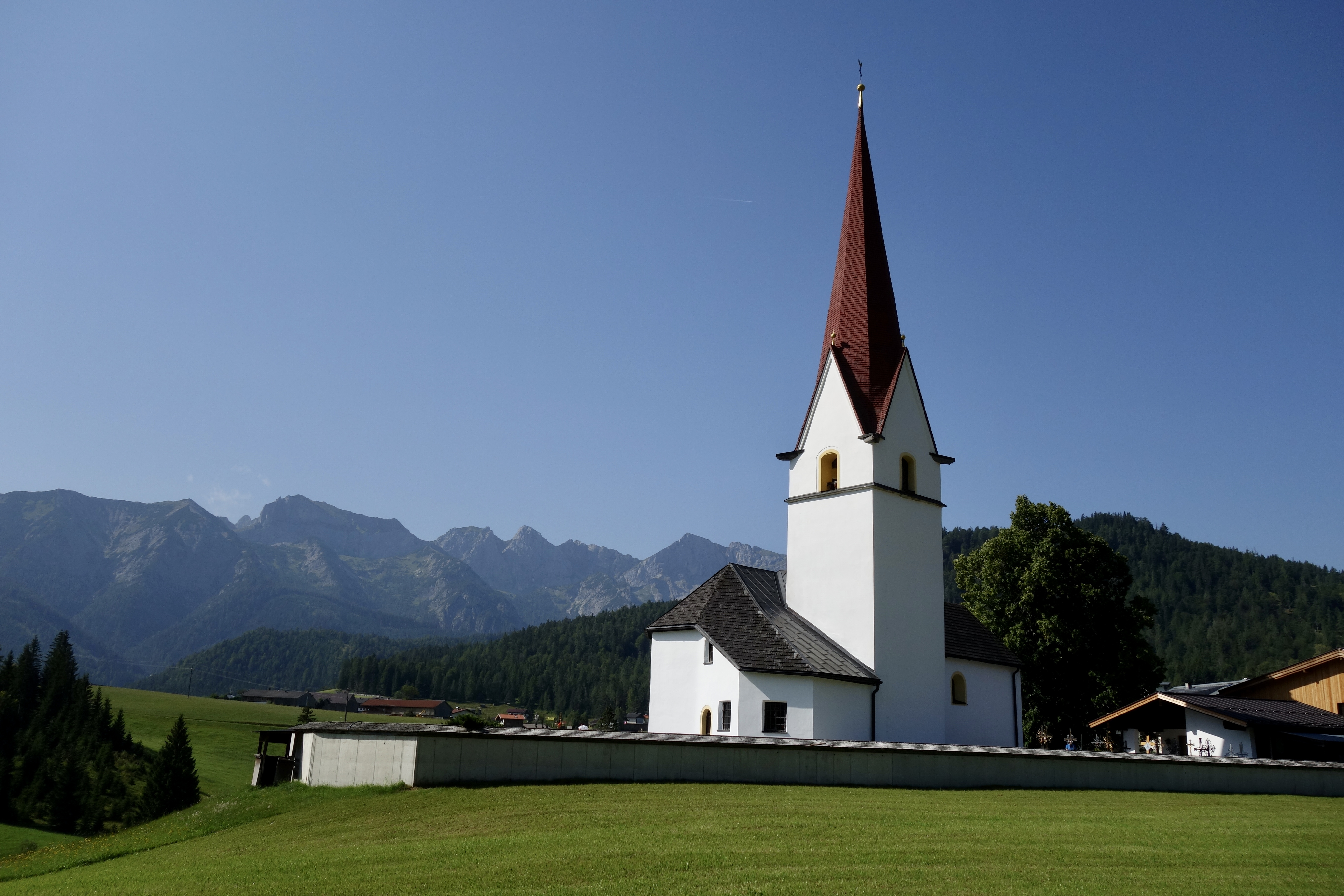
Katholische Pfarrkirche hl. Lambert in Steinberg am Rofan

Die  Pfarrkirche Steinberg am Rofan steht auf einem Hügel am Ostende im Dorf der Gemeinde Steinberg am Rofan im Bezirk Schwaz im Bundesland Tirol. Die dem Patrozinium hl. Lambert von Lüttich unterstellte römisch-katholische Pfarrkirche gehört zum Dekanat Reith im Alpbachtal in der Erzdiözese Salzburg. Die Kirche und der Friedhof stehen unter Denkmalschutz (Listeneintrag).

## Geschichte
Urkundlich wurde 1196 eine Kirche genannt. 1434 war eine Kirchweihe. 1681 erfolgte ein Kirchenneubau, dem 1737 ein Umbau folgte. Die Kirche wurde 1891 zur Pfarrkirche erhoben.

## Architektur
Der im Kern gotische Barockbau mit einem gotischen Nordturm ist von einem Friedhof umgeben.
Das Kirchenäußere zeigt keine besonders gegliederte Fassaden, der Chor hat einen Fünfachtelschluss. Der Turm trägt einen Spitzhelm.
Das Kircheninnere zeigt ein sechsjochiges Langhaus mit einem Stichkappentonnengewölbe auf Pilastern. Die Stukkatur und die Fresken entstanden 1737, im Chor Verherrlichung Mariens vor der Dreifaltigkeit und den Heiligen Peter und Paul und Lambert, im Langhaus Taufe Christi, hl. Georg und Heilige Familie.

## Ausstattung

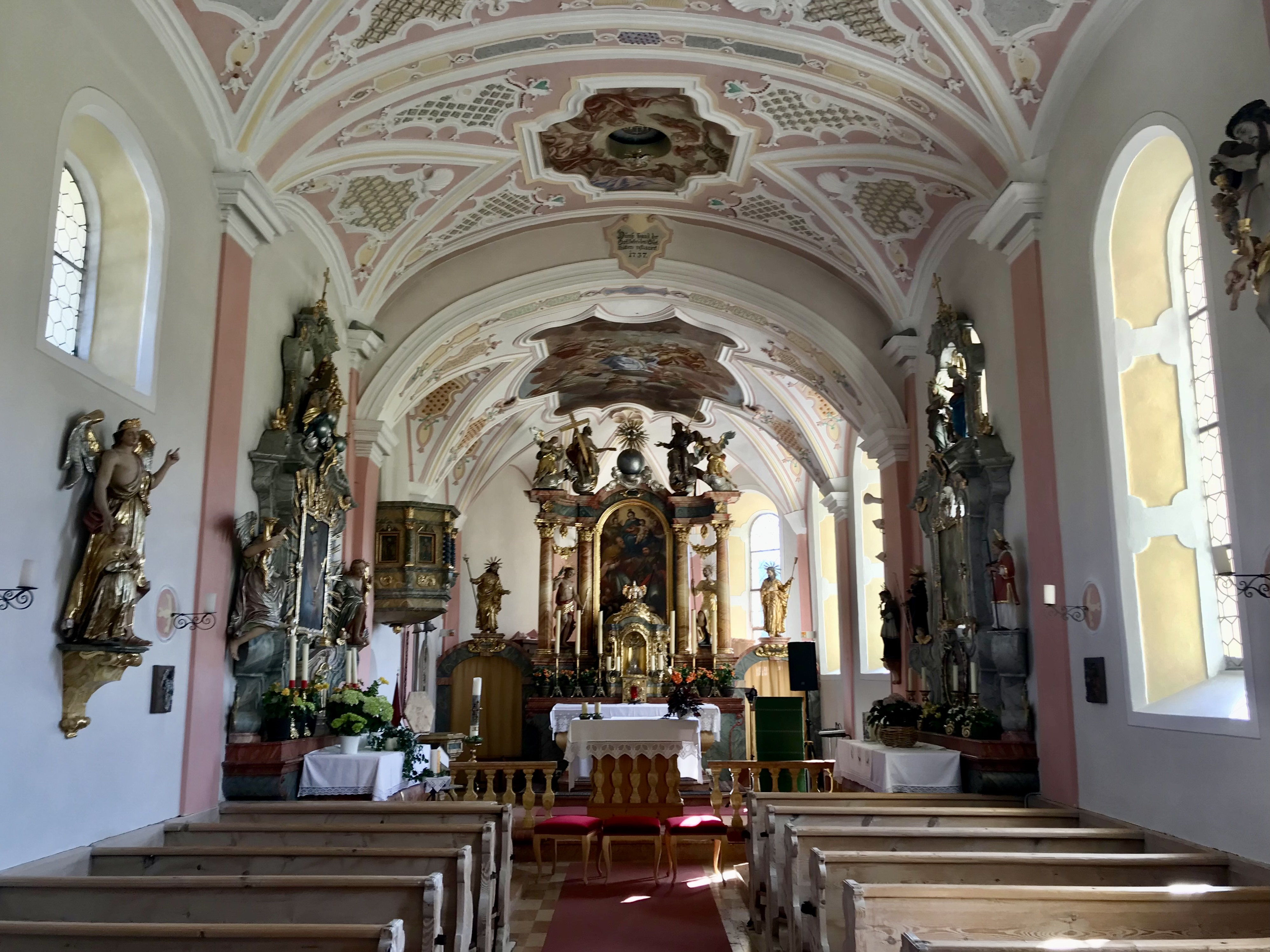
Innenraum

Der Hochaltar um 1740 zeigt das Hochaltarbild Maria und Lambert mit dem hl. Vinzenz als Patron der Holzknechte gemalt von Jakob Mayr 1737, der Hochaltar trägt die Figuren Sebastian und Rochus um 1740 und die Figuren Joachim und Josef um 1680. Der Tabernakel um 1740 zeigt die Reliefs Opfer Isaaks und Melchisedechs.
Der linke Seitenaltar um 1750 ist ein Rahmenaltar, er zeigt das Bild Schmerzensmutter und die Figuren Dreifaltigkeit aus dem 17. Jahrhundert. Der rechte Seitenaltar als Rahmenaltar zeigt das Bild hl. Franz Xaver und im Oberbild die hl. Notburga, beide Bilder wurden 1790 von Maria Anna Moser gemalt. Die um 1750 entstandenen Figuren stellen die hll. Leonhard und Vinzenz und die Heilige Familie dar. Die Kanzel mit gedrehten Säulen mit den Bildern Christus und die vier Evangelisten entstand um 1700. Im Chor gibt es die Figur Johannes Nepomuk um 1800.
Zwei Glocken nennen Heinrich Kessler 1498, 1499. Eine Glocke nennt Matthäus Herrl 1485.